# Карл Волф
Карл Волф (на немски: Karl Wolff) е германски обергрупенфюрер, високопоставен член на СС.

## Ранен живот и кариера
Карл Фридрих Ото Волф е роден на 13 май 1900 г., син на богат окръжен магистрат в Дармщат. Той завършва училище през 1917 г., доброволно се присъединява към имперската немска армия и служи на Западния фронт по време на Първата световна война. Издига се до ранг на лейтенант в гвардията и получава железен кръст от втора и първа степен.
След войната е принуден да напусне армията след отслабването на германските въоръжени сили според условията, наложени от Версайския договор. През декември 1918 г. Волф се присъединява към Фрайкорпс, в които служи до май 1920 г. Жени се за Фрида фон Ромелд през 1923 г. Двойката се премества в Мюнхен, където Волф работи в Дойче банк. През юни 1924 г. той е съкратен и се присъединява към фирма за връзки с обществеността. Може да е изучавал право, но никога не е вземал държавни изпити. През 1925 г. започва своята собствена фирма за връзки с обществеността, която работи в Мюнхен до 1933 г.

## Нацистката партия и СС
Волф се присъединява към НСДАП с номер на картата 695 131 и СС през октомври 1931 г. Неговият членски номер е 14 235 и той е назначен като СС-Щурмфюрер през февруари 1932 г.
От март 1933 г., след като нацистката партия придобива властта, Волф служи като адютант на Франц Ритер фон Епр, тогава управител на Бавария. Тук той достига до вниманието на Райхсфюрер-СС Хайнрих Химлер, който през юни 1933 г. назначава Волф за личен адютант. През 1936 г. става член на Райхстага. Същата година Химлер го нарича началник на личния състав за Райхсфюрер-СС, за да координира всички контакти и кореспонденция в рамките на СС на двете партийни и държавни нива. Чрез управлението на Химлер, нацистката партия, държавните агенции и персонала, красноречивият и добре ръководен Волф се издига, за да стане една от ключовите фигури в силовия режим на Химлер. Освен това Волф ръководи икономическите инвестиции, отговаря за спестяване на средства сред кръга от приятели на Химлер и за връзки с организациите на СС Аненербе и Lebensborn. През 1939 г. той става началник на Главния офис и Служител за връзка към Хитлер. През 1936 г. Волф напуска протестантската църква. На 30 януари 1937 г. той е повишен в ранг на СС-Групенфюрер.

## Втора световна война
Както е разкрито по-късно в процеса от 1964 г., в началото на Втората световна война Волф е „очите и ушите на Химлер“ в щаба на Хитлер. Той е наясно със значими събития или би могъл лесно да има достъп до съответната информация. Освен информацията, която минава през бюрото му, Волф получава (като началник на личния състав Райхсфюрер-СС) копия на всички писма от офицери от СС. Неговото по-късно отричане на знания за дейностите на Холокоста може да бъде правдоподобно само на подробно ниво, но не и на степента на жестокости от страна на нацисткия режим.
Инкриминиращите писма показват, че Волф е замесен в Холокоста. На 8 септември 1939 г., малко след нахлуването в Полша, Волф пише в кабинета на Гестапо във Франкфурт и нарежда незабавно „арестуването на всички мъже евреи с полско гражданство и членовете на техните семейства“ и конфискуването на каквото и да било богатство. През 1942 г. ръководи депортационните превози по време на „Гросакцион Варшу“, масовото унищожаване на евреите от Варшавското гето.
През август 1941 г. Химлер и Волф присъстват на разстрел на евреите в Минск, организиран от Артур Небе, който управлява отряд за екзекуции Айнзацгрупи B. Измъчван и разтърсен, Химлер решава, че трябва да се намерят алтернативни методи за убиване. По нареждане на Химлер до пролетта на 1942 г. лагерът в Аушвиц е много разширен, включително с прибавянето на газови камери, където убийствата са с пестицида Zyklon B.
След убийството на Райнхард Хайдрих през юни 1942 г., Волф развива силно съперничество с други лидери на СС, особено с наследника на Хайдрих в Главната служба по сигурността на Райха (Ейх Калтенбрунер) и с Валтер Шеленберг от чуждестранната разузнавателна служба. Позицията му е отслабена от честото му отсъствие от Берлин, отчасти поради страданието му от пиелит и камъни в бъбреците, което изисква операция. Волф отпада от плановете на Химлер и е освободен като началник на щаба. През април 1943 г. е освободен от задълженията си като офицер за връзка с Хитлер. Химлер обявява, че временно ще поеме задълженията на Волф. Волф особено разгневява Химлер с развода си през март 1943 г. Химлер, който вярва, че семейството е ядрото на СС, отрича, че на Волф му е разрешено да се разведе, но той се обръща директно към Хитлер. Химлер все още смята, че Волф е лоялен член на СС, защото през септември 1943 г. е прехвърлен в Италия като върховен военен и полицейски лидер.
В тази позиция споделя отговорността за стандартните полицейски функции като сигурността, поддръжката на затворите, надзора на концентрационните лагери и лагерите за принудителен труд, както и депортирането на насилствени работници с Вилхелм Харстер, който е главнокомандващ на полицията по сигурността. Когато Волф става пълномощен посланик на германския Вермахт през юли 1944 г., той също става отговорен за антипартизанската война в окупирана Италия. Дотогава Волф заповядва на полицията и на цялата армия в Италия. Участието му във военни престъпления в Италия остава до голяма степен неясно, отчасти защото липсва материал за степента, в която звената на СС са участвали в антипартизанска война. Въпреки че изглежда, че американските следователи са разполагали с уличаващ материал през 1945 г., това показвало одобрението на Волф за екзекуциите, станали известни като масовото убийство на Ардеатейн, което се считало за недостатъчно за наказателни обвинения. На 9 декември 1944 г. е награден с германски кръст в злато за използването на италиански единици, с вторични германски единици за унищожаване на партизани и за „поддържане на военната продукция на италианската територия“. До 1945 г. Волф действа като военен командир на Италия.
След първоначалната среща с Дълес в Люцерн на 8 март 1945 г., Волф преговаря за предаването на всички германски сили в Италия и завършва войната там на 29 април, преди войната да приключи в Германия на 2 май 1945 г. Капитулацията в Италия от страна на Волф разстройва адмирал Карл Дьониц, който планира поетапна поредица от предаване, предназначени да дадат повече време на войските и бежанците да извървят пътя си на запад.

## Предполагаем заговор за отвличане на папа Пий XII
Волф твърди, докато свидетелства в Нюрнбергските процеси, че не е изпълнил заповед от страна на Хитлер да отвлече папата и вместо това се е промъкнал във Ватикана, за да го предупреди. Повечето други твърдения за заговор за отвличане на Пий ХII се основават на претендирания през 1972 г. документ, написан от Волф, публикуван от Avvenire d'Italia през 1991 г., и на лични интервюта с Волф преди смъртта му през 1984 г. Той твърди, че Хитлер привиква Волф в кабинета си 13 септември 1943 г. и дава директивата да „завладее Ватикана, да си осигури папките и съкровищата на изкуството и да вземе Папата на север“. Хитлер твърди, че не иска папата да „попадне в ръцете на съюзниците“ и описва Ватикана като „гнездо шпиони и център на анти националсоциалистическа пропаганда“.

## Процес
Арестуван на 13 май 1945 г., той е затворен в Шьонеберг. По време на Нюрнбергските дела получава разрешение да избяга от обвинението, като предостави доказателства срещу съюзниците си и след това е прехвърлен през януари 1947 г. в британското затворническо заведение в Минден.
Въпреки че е освободен през 1947 г., той е обвинен от следвоенното германско правителство като част от процеса на денацификация. Задържан под домашен арест, след германски процес е осъден през ноември 1948 г. на 5 години лишаване от свобода, поради своето членство в СС. Седем месеца по-късно присъдата му е съкратена на 4 години. След освобождаването си работи като изпълнителен директор на рекламна агенция. Той се е установява със семейството си в Щарнберг. До 1962 г., се твърди, че работи за ЦРУ, като продължава успешно да изгражда своя реформирана фирма за връзки с обществеността.
През 1962 г. по време на съдебния процес в Израел на Адолф Айхман доказателства показват, че Волф е организирал депортацията на италиански евреи през 1944 г. Той е отново съден в Западна Германия и през 1964 г. е осъден за депортирането на 300 000 евреи в лагера за унищожаване Треблинка, италиански евреи в Аушвиц и клането на цивилни в Беларус. Осъден на 15 години затвор в Щраубинг, Волф излежава само част от присъдата си и е освободен през 1969 г. поради влошено здраве, като пълните му граждански права са възстановени през 1971 г. Той твърди, че не е знаел нищо за нацистките лагери за унищожение, въпреки че е старши генерал в СС. В действителност, Волф е част от обкръжението на Химлер по време на няколко от посещенията му в концентрационните лагери, както е документирано от снимки от Bundesarchiv.

## Последни години
След освобождаването си, Волф се оттегля в Австрия. В края на 70-те и началото на 80-те години на 20 век, той се завръща в обществения живот, като често изнася лекции за вътрешните работи на СС и за връзката му с Химлер. В резултат на това, той се появява в телевизионни документални филми, включително „Световната война“, като казва, че е бил свидетел на екзекуция на 23 затворници в Минск през 1941 г. с Химлер, стигайки до такава степен, че да описва части от мозък върху унифомата на Химлер.
В края на 1970-те години също участва в проект с журналиста Герд Хайдеман. Заедно с Хейдеман той пътува през Южна Америка, където помага да се намерят, между другото, Клаус Барби и Валтер Рауф, с които Хейдеман провежда интервюта за поредица от статии. Волф служи като консултант на предполагаемите книги на Хитлер и е дълбоко разочарован, когато се оказват фалшификати на Конрад Кюау. Помолен за участие в процеса срещу Хайдеман и Кюяу, Волф отказва.
На 17 юли 1984 г. Карл Волф почива в болница в Розенхайм. Той е погребан в гробището Прин на Кимзе на 21 юли 1984 г.